# Brian in Love
«Brian in Love» (рус. «Влюблённый Брайан») — четвёртая серия второго сезона мультсериала «Гриффины». Премьерный показ состоялся 7 марта 2000 года на канале FOX. В России премьерный показ состоялся 4 июня 2002 года на канале Рен-ТВ.

## Сюжет
Лоис расстроена из-за того, что Стьюи напи́сал на ковёр в гостиной. Сам малыш это отрицает, но родители ему не верят. На самом деле это случайно сделал Брайан; и ещё раз это повторяется на следующий вечер.
Питер и Лоис делают вывод, что Стьюи пора приучать к туалету, несмотря на его отчаянные уверения в своей невиновности.
Вскоре, находясь всей семьёй в магазине, у Брайна опять случается недержание мочи при всех, что снимает обвинения со Стьюи.
Брайан отправляется к доктору Кэплэну, психиатру. Тот ставит собаке диагноз «кризис среднего возраста» и рекомендует ему сменить обстановку: отправиться в путешествие. Так Брайан и поступает.
Брайану становится лучше, но сразу после возвращения его ожидает месть Стьюи: весь дом записан и все, по старой памяти, подозревают в этом пса. Сам Брайан тоже уверен в своей вине, хотя и не помнит, как это делал. Он возвращается к доктору для продолжения лечения. Тот, узнав, что последний случай энуреза наблюдался у Брайана, когда тот наблюдал за «водными войнами» Питера и Лоис при мытье машины, выносит вердикт: Брайан влюбился в Лоис.
Действительно, Брайан начинает подмечать за собой, что он неравнодушен к своей хозяйке и что она его возбуждает. После откровенного разговора Брайан и Лоис решают «остаться друзьями». Питер ни о чувствах Брайана, ни об этом разговоре даже не подозревает.

## Создание
Автор сценария: Гэри Жанетти.
Режиссёр: Джек Дайер.
Приглашённые знаменитости: Том Кенни, Д. Д. Говард и Сэм Уотерстон (в роли доктора Кэплэна).